# Клерк.Ру
Клерк.ру — интернет-издание, специализирующееся на бухгалтерской, юридической и налоговой тематике. Проект был основан 25 октября 2001 года как некоммерческий интернет-ресурс с целью объединения людей по сфере профессиональных интересов и обсуждения вопросов бухгалтерского и налогового учета.
Основатель и руководитель Клерк.ру — Борис Мальцев. Проект включает следующие сайты — https://www.klerk.ru/.

## История
Прототипом Клерк.ру принято считать сайт Дебет.Бос.Ру Архивная копия от 2 апреля 2022 на Wayback Machine, появившийся в 2000 году.
25 октября 2001 года сайт был переведен на новую платформу. Эту дату принято считать моментом создания портала. Первоначально проект носил название www.law.listtop.ru.
На ресурсе располагался форум и раздел с бухгалтерскими статьями, размещаемыми в рамках сотрудничества со сторонними сайтами.
17 января 2002 года перевод портала на klerk.ru. Было открыто два офиса компании — в Москве и Краснодаре.
В 2006 году Клерк.ру занял первое место в конкурсе «Российский Онлайн ТОР 2006».
В конце 2009 года студия «Липка и друзья» обновила дизайн портала. Логотипом стало слово КЛЕРК с символом канцелярской скрепки вместо буквы «Е».
В 2010 году на сайте появился вики-раздел "Народная бухгалтерская энциклопедия".
В конце 2011 года на итоговом заседании пресс-клуба Федеральной налоговой службы РФ руководитель ФНС Михаил Мишустин наградил коллектив и руководство сайта почетной грамотой «за значительный вклад в информационное освещение деятельности налогового ведомства и налогового администрирования в РФ».
В июле 2015 года появились сообщения о возможной продаже портала.

## Рейтинги
По состоянию на июль 2024 года по данным статистики Liveinternet.ru сайт занимает 3-ю позицию в разделе «Бухгалтерия».
По состоянию на 01 июля 2023 года занимает 15 место в рейтинге ТОП-20 самых цитируемых СМИ финансовой отрасли - II квартал 2023 Медиалогии
По состоянию на 8 декабря 2022 года занимает 18 место в рейтинге ТОП-20 самых цитируемых СМИ финансовой отрасли - III квартал 2022 Медиалогии